# 金部
金部（）は、漢字を部首により分類したグループの一つ。
康熙字典214部首では167番目に置かれる（8画の最初、戌集の最初）。

## 概要

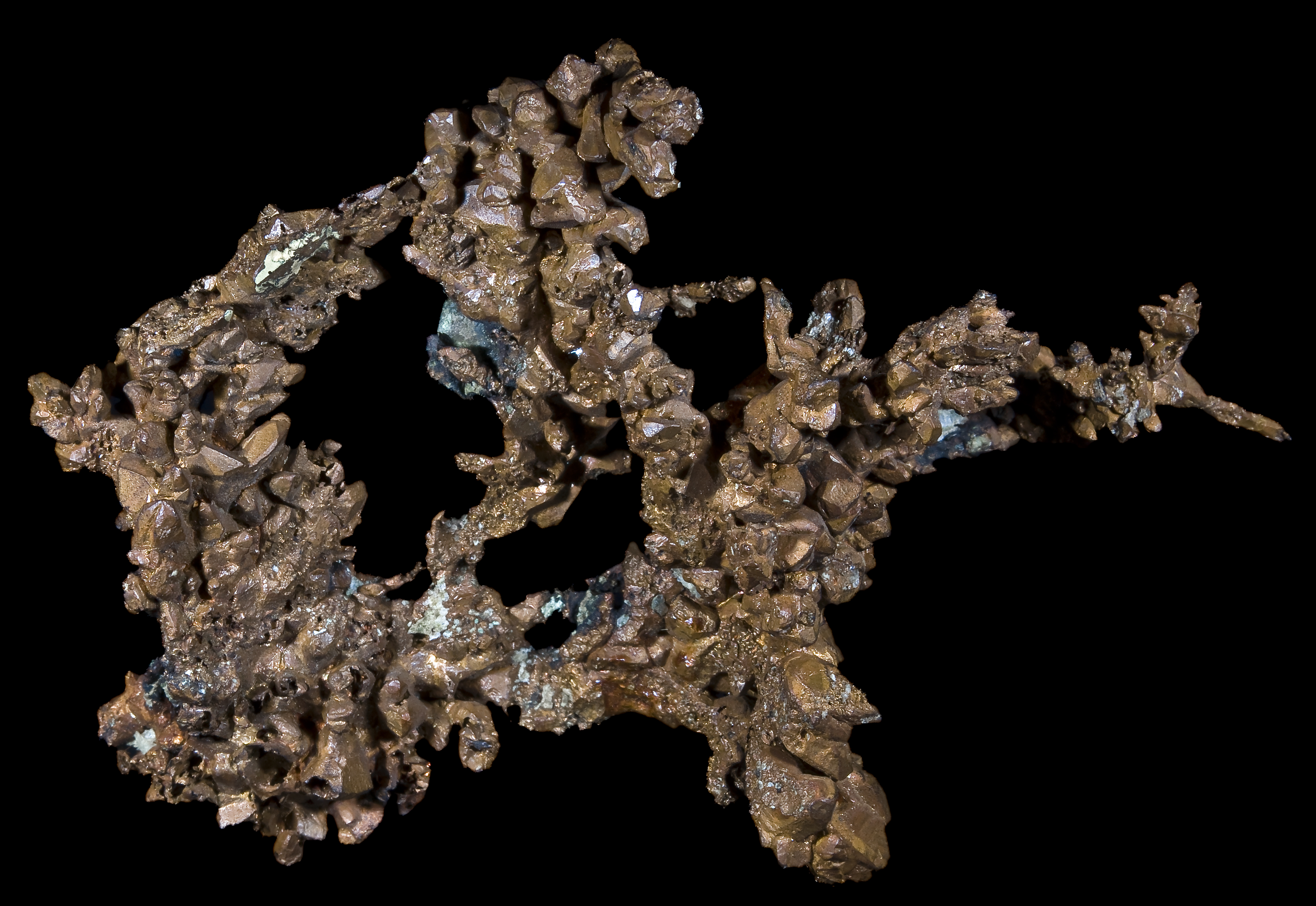
銅

「金」字は金属一般の総称であるが、青銅器時代である先秦時代においては特に銅を指した。漢代の『史記』平準書に価値を持った金属について「金に三等有り。黄金を上と為し、白金を中となし、赤金を下と為す」という記述があるが、後代、この最高の価値を持った金属である「黄金」すなわち金だけを指すようになった（なお「白金」は銀、「赤金」は銅を指す）。
また引伸して財貨・貨幣を指す。さらに金属製品を指すことがあり、とりわけ武器（鏃や刀剣）や楽器（銅鑼や鐘、八音の一つ）を意味する。また五行の一つであり、西方・秋・白色などを司る。
字源については『説文解字』は、意符の「土」と声符の「今」を組みあわせた形声文字で、土中から産出されるので「土」に従うとする。しかし、金文を見ると、「全」に左か右に縦に2つの点が置かれた形であり、この2点が製錬された銅塊を表していると考えられている。
偏旁の意符としては金属に関わることを示す。「金」を偏旁にもつ漢字の多くは名詞であり、金属の種類・金属の鋭さを利用した工具や武器、金属製の生活用品、金属製楽器といったものの名称を表す漢字に使われている。このとき左の偏の位置に置かれて左右構造を作ったり、下の脚の位置に置かれて上下構造を作ったりする。偏のときは「釒」のように最後の画が撥ねる形に変形する。ただし、中国の簡体字の場合は簡略化され「钅」となる。
なお、現代中国語では元素には全て漢字1字の名前が付けられており、そのうち金属元素には「金」を構成要素に持つ漢字が当てられている。（鋰、鈉など。詳細は「元素の中国語名称」の項目を参照。常温液体である汞（水銀）は除く）。
その他異体字も数例存在し、上下や左右の構造が異なる同字（鑑と鑒など）、部分を変えた異体字（鐵と銕、銹と鏥など）、類似した字体（釜と釡、鉤と鈎、鐵と鐡など）、表外字の拡張新字体（鐸と鈬、鑢と鈩、鑽と鑚など）などが存在する。
金部はこのような意符を構成要素にもつ漢字を収めている。

## 部首の通称
- 日本：かね・かねへん
- 中国：金字旁・金字底
- 韓国：쇠금부（soe geum bu、金属の金部）
- 英米：Radical gold

## 部首字
金
- 中古音
  - 広韻 - 居吟切、侵韻、平声
  - 詩韻 - 侵韻、平声
  - 三十六字母 - 見母
- 現代音
  - 普通話 - ピンイン：jīn 注音：ㄐㄧㄣ ウェード式：chin1
  - 広東語 - Jyutping:gam1 イェール式:gam1
- 日本語 - 音：キン（キム）（漢音）・コン（コム）（呉音） 訓：かね
- 朝鮮語 - 1.音：금(geum) 訓：쇠（soe、金属の総称、特に鉄を指す語）・금（geum、黄金）・돈（don、金銭） 2.音：김(gim) 訓：성（seon、姓の一つ）

## 例字
- 金
- 2:針・釘・䤛・𨤽・釟、3:釦、4:釜、5:鉛・鈷・鉢・鉋・鈴、6:銀・銅、7:銹、8:錯・錫・錐・錢（銭6）・錆、9:鍋・鍛・鍍、10:鎧・鎖・鎭（鎮）、11:鏡、12:鐘、13:鐵（鉄5）・鐸（鈬4）・𨱖、14:鑄（鋳7）、15:鑑・鑛（鉱5）・鑢、16:鑫、17:鑰、18:鑷、19:鑼・鑾、20:钁・鑿、21:钃・钄・䥹・𨰵、22:𨰸、23:𨰺、24:𨰻、27:𨰼

### 最大画数
30:𨰽

## その他
- 「カネヘン」は証券業界用語で鉄鋼業界やその株のことを指す[1]。